# Federazione pallavolistica dell'Islanda
La Federazione islandese di pallavolo (isl. Blaksamband Íslands, BLÍ) è un'organizzazione fondata per governare la pratica della pallavolo in Islanda.
Organizza il campionato maschile e femminile, e pone sotto la propria egida la nazionale maschile e femminile.
Ha aderito alla FIVB nel 1974.